# Segré
Segré je naselje in občina v zahodni francoski regiji Loire, podprefektura departmaja Maine-et-Loire. Leta 2010 je naselje imelo 6.801 prebivalca.

## Geografija
Kraj leži v zahodni Franciji ob reki Oudon, na križišču poti Angers-Rennes in Nantes-Laval.

## Administracija
Segré je sedež istoimenskega kantona, v katerega so poleg njegove vključene še občine Aviré, Le Bourg-d'Iré, La Chapelle-sur-Oudon, Châtelais, La Ferrière-de-Flée, L'Hôtellerie-de-Flée, Louvaines, Marans, Montguillon, Noyant-la-Gravoyère, Nyoiseau, Sainte-Gemmes-d'Andigné, Saint-Martin-du-Bois in Saint-Sauveur-de-Flée s 17.194 prebivalci.
Naselje je prav tako sedež okrožja, v katerem se nahajajo kantoni Candé, Châteauneuf-sur-Sarthe, Lion-d'Angers, Pouancé in Segré s 61.178 prebivalci.

## Pobratena mesta
- Ferndown (Združeno kraljestvo),
- Lauingen (Nemčija).